# Polska Orkiestra Sinfonia Iuventus
Polska Orkiestra Sinfonia Iuventus – polska orkiestra symfoniczna złożona ze studentów i absolwentów kierunków muzycznych. Została założona w celu promowania utalentowanych młodych muzyków. Limitem wieku jest 30 lat.

## Historia
Została ustanowiona przez Ministra Kultury i Dziedzictwa Narodowego rozporządzeniem z dnia 1 października 2007 roku z inicjatywy dyrygenta Jerzego Semkowa. Orkiestra rozpoczęła działalność artystyczną w czerwcu 2008 roku. Występowała w Polsce i za granicą, m.in. w Chinach, Francji, Szwajcarii, Włoszech, Austrii, Portugalii, Hiszpanii, Niemczech, Litwie i Ukrainie.
Od kwietnia 2009 r. Orkiestra jest członkiem Europejskiej Federacji Narodowych Orkiestr Młodzieżowych (European Federation of National Youth Orchestras), a od września 2018 r. Zrzeszenia Filharmonii Polskich. W listopadzie 2013 r. Krzysztof Penderecki objął Orkiestrę honorowym patronatem artystycznym. 
W sezonie artystycznym 2017/2018 zespół zrealizował współczesne prawykonanie opery sakralnej Mojżesz Antona Rubinsteina pod batutą Michaiła Jurowskiego oraz półsceniczną wersję opery Cyganeria Giacomo Pucciniego pod dyrekcją Tadeusza Kozłowskiego. 
W 2018 r. Orkiestra obchodziła jubileusz dziesięciolecia działalności artystycznej, a podczas koncertu 8 października w Filharmonii Narodowej w Warszawie oficjalnie przyjęła imię Jerzego Semkowa.

## Dyrektor i Rada Artystyczna
Od dnia 1 czerwca 2025 roku obowiązki dyrektora orkiestry pełni Wojciech Rodek, polski dyrygent, były dyrektor Filharmonii im. Henryka Wieniawskiego w Lublinie.  
Członkami Rady Artystycznej Polskiej Orkiestry Sinfonia Iuventus są: dyrygent Antoni Wit, skrzypek Konstanty Andrzej Kulka, muzykolog Artur Szklener, kompozytor Miłosz Bembinow i śpiewak Krzysztof Kur.  

## Siedziba
Siedziba Orkiestry mieści się przy ulicy Jarosława Dąbrowskiego 69 na warszawskim Mokotowie.

## Dyrygenci
Poza Krzysztofem Pendereckim i Michaiłem Jurowskim orkiestrą kierowali: Bassem Akiki, John Axelrod, Łukasz Borowicz, Charles Dutoit, Kazimierz Kord, Tadeusz Kozłowski, Grzegorz Nowak, Tadeusz Wojciechowski, Marcin Nałęcz-Niesiołowski, Julian Rachlin, Jerzy Maksymiuk, Tadeusz Strugała, Charles Dutoit, Jerzy Salwarowski, Jan Krenz, Maksim Wiengierow, George Tchitchinadze, Kazimierz Kord, Rafael Payare, Gabriel Chmura, Antoni Wit.

## Soliści
Wśród solistów występujących z orkiestrą znaleźli się: Jakub Jakowicz, Aleksandr Kniaziew, Krzysztof Jabłoński, Julianna Awdiejewa, Abdel Rahman El Bacha, Tatjana Szebanowa, Agata Szymczewska, Jan Stanienda, Alona Bajewa, Torsten Kerl, Andriej Korobiejnikow, Łukasz Kuropaczewski, Jadwiga Rappé, Łukasz Długosz, Claudio Bohórquez, Bartosz Koziak, Iwan Monighetti, Leszek Możdżer, Patrycja Piekutowska, Piotr Paleczny, Jonathan Plowright, Janusz Olejniczak, Jakub Jakowicz, Wojciech Waleczek, Lukas Geniušas, François-René Duchâble.

## Nagrania
Orkiestra nagrała płyty dla Universal Music, CD Accord, DUX, Warner Classics, Albany Records, Polskiego Radia i TVP Kultura, we współpracy z Agatą Szymczewską (Agata Szymczewska – Bruch, Wieniawski i Mendelssohn), Tatjaną Szebanową (Fryderyk Chopin dzieła wszystkie na fortepian i orkiestrę), Mariuszem Patyrą (Wieniawski Violin Concerto 1&2), Jerzym Semkowem (Czajkowski Semkow Sinfonia Iuventus) oraz Gabrielem Chmurą, Iwanem Monighettim, Tadeuszem Wojciechowskim i Marcinem Nałęcz-Niesiołowskim.

## Nagrody
Komplet symfonii Krzysztofa Pendereckiego, zarejestrowany pod jego batutą w 2012 roku, został dwa lata później nagrodzony International Classical Music Award. Analogiczne nagrania z 2014 roku koncertów Pendereckiego (I Concerto grosso oraz fletowy i klarnetowy) tę samą nagrodę zdobyły w 2016 roku.